# Bill Johnston (tenis)
William Marquitz "Little Bill" Johnston (2 de noviembre de 1894-1 de mayo de 1946) fue un jugador de tenis estadounidense, clasificado como el número uno del mundo.

## Biografía
Bill Johnston nació el 2 de noviembre de 1894 en San Francisco, hijo de Robert Johnston, un mecánico de planta eléctrica, y Margaret Burns, de origen irlandés. Johnston empezó a jugar tenis a principios de 1906, a los 11 años, en las canchas públicas de asfalto en Golden Gate Park. Después del Terremoto de San Francisco de 1906, las escuelas cerraron, y pasó gran parte de su tiempo libre practicando en las canchas de tenis. Logró su primera victoria en un torneo en la competición de individuales juveniles de los Bay Counties en 1910.
En 1916, Johnston ganó el Cincinnati Open (ahora Cincinnati Masters) después de que Clarence Griffin se retirara en la ronda de desafío. Johnston ganó la Longwood Challenge Cup, jugada en las canchas de Longwood en Chestnut Hill, Massachusetts, en 1913, 1916, 1919, 1920 y 1921.
Durante la Primera Guerra Mundial, Johnston sirvió en la Marina de los Estados Unidos.
Johnston fue el jugador número uno del mundo en 1919 y en 1922, respectivamente, junto con Gerald Patterson y Bill Tilden. Ganó el Campeonato de Estados Unidos en 1915 y 1919, así como el World Hard Court Championships (arcilla) y Wimbledon en 1923.

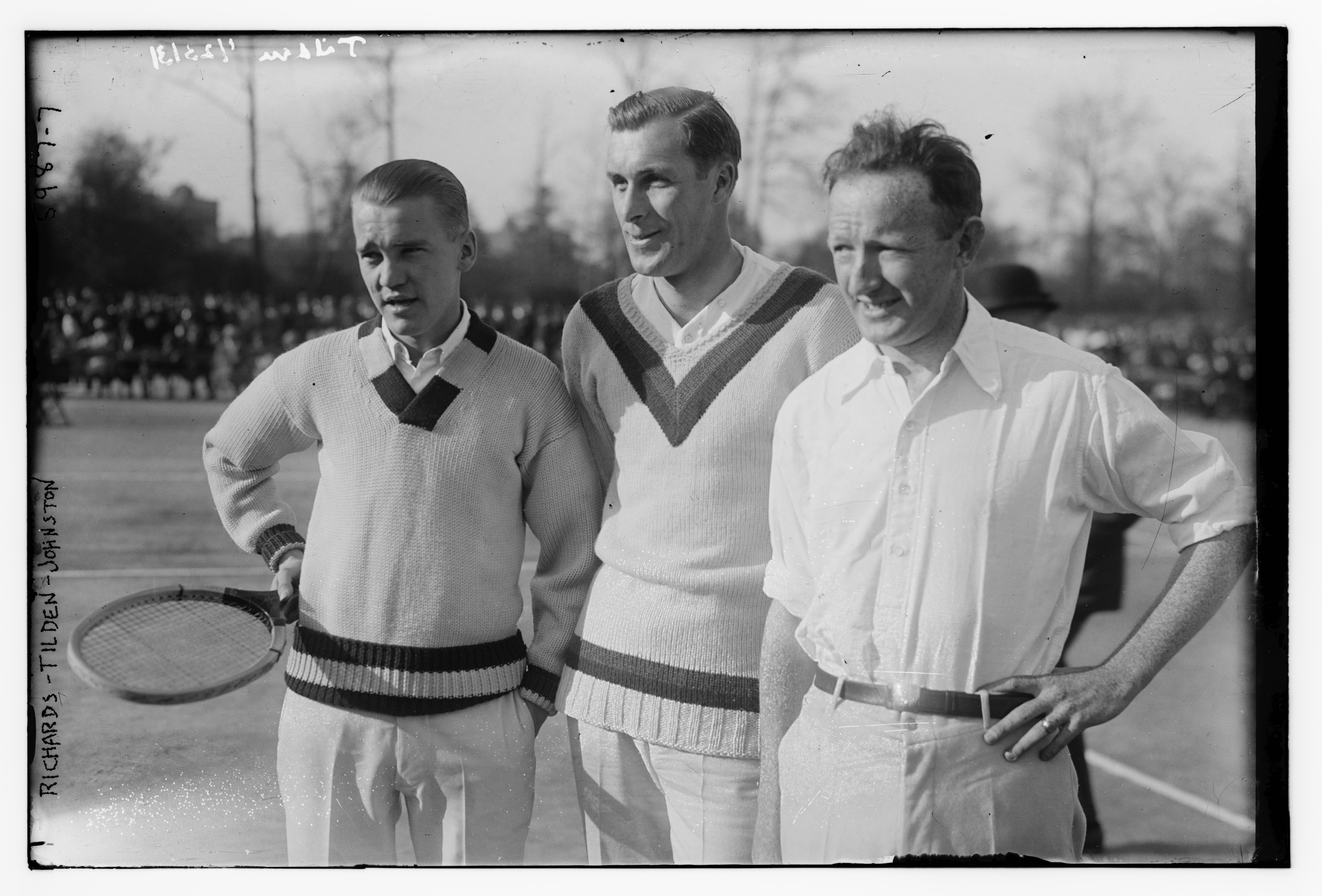
De izquierda a derecha: Vincent Richards, Bill Tilden y Bill Johnston

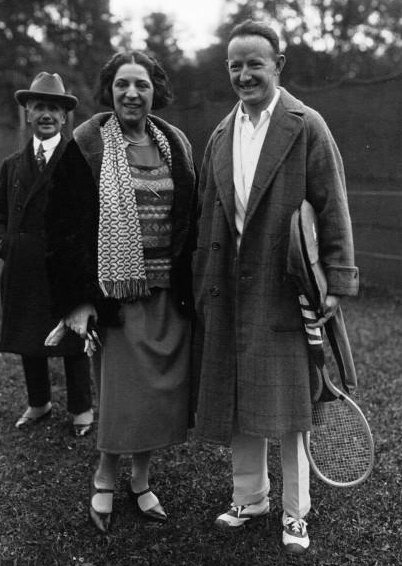
Bill Johnston con Suzanne Lenglen (1923)

Hasta que "Big Bill" Tilden comenzó a vencerlo regularmente en 1920, Johnston había sido el mejor jugador estadounidense durante varios años y fue clasificado como número 1 por la Asociación de Tenis de los Estados Unidos en 1915 y 1919. En julio de 1919, Johnston derrotó a Tilden en la final del Torneo de Houston. Un mes después, Johnston venció a Tilden en tres sets seguidos en la final del Campeonato de Estados Unidos de 1919, luego Tilden lo superó en 1920. Johnston se mantuvo competitivo con Tilden durante los siguientes siete u ocho años, pero nunca pudo vencer a Tilden en un partido importante nuevamente. Por ejemplo, en 1922 Johnston derrotó a Tilden tres veces de cuatro, pero Tilden venció a Johnston en la final del Campeonato de Estados Unidos en cinco sets. En 1923, a pesar de que Johnston ganó tanto el World Hard Court Championships como Wimbledon, no logró vencer a Tilden en el Campeonato de Estados Unidos, perdiendo en tres sets desiguales. Johnston amenazó con acercarse a vencer a Tilden en el gran escenario en los años siguientes, pero perdió memorablemente la final del Campeonato de Estados Unidos de 1925 en cinco sets ante Tilden. Johnston fue subcampeón en seis ocasiones en el Campeonato de Estados Unidos, y esto sigue siendo un récord hoy en día. Juntos, Johnston y Tilden ganaron siete trofeos consecutivos de la Davis Cup, desde 1920 hasta 1926, un récord que aún se mantiene. En septiembre de 1927, Johnston anunció su retiro después de la derrota de la Davis Cup ante el equipo francés compuesto por los 'Cuatro Mosqueteros' y confirmó su decisión a mediados de 1928. Rechazó una oferta para convertirse en profesional.
Johnston era conocido por la potencia y letalidad de su drive de derecha, que golpeaba a la altura del hombro con un agarre occidental y que se consideraba el mejor drive de derecha de su tiempo.
Después de su carrera en el tenis, Johnston estuvo activo en la industria de corretaje. Murió de tuberculosis el 1 de mayo de 1946, a la edad de 51 años.

## Legado
Bill Johnston fue incluido en el International Tennis Hall of Fame en 1958.

## Finales de Grand Slam

### Individuales: 9 (3 títulos, 6 subcampeonatos)
| Resultado | Año  | Campeonato                   | Superficie | Oponente           | Marcador                 |
| --------- | ---- | ---------------------------- | ---------- | ------------------ | ------------------------ |
| Victoria  | 1915 | Campeonato de Estados Unidos | Césped     | Maurice McLoughlin | 1–6, 6–0, 7–5, 10–8      |
| Derrota   | 1916 | Campeonato de Estados Unidos | Césped     | R. Norris Williams | 6–4, 4–6, 6–0, 2–6, 4–6  |
| Victoria  | 1919 | Campeonato de Estados Unidos | Césped     | Bill Tilden        | 6–4, 6–4, 6–3            |
| Derrota   | 1920 | Campeonato de Estados Unidos | Césped     | Bill Tilden        | 1–6, 6–1, 5–7, 7–5, 3–6  |
| Derrota   | 1922 | Campeonato de Estados Unidos | Césped     | Bill Tilden        | 6–4, 6–3, 2–6, 3–6, 4–6  |
| Victoria  | 1923 | Wimbledon                    | Césped     | Frank Hunter       | 6–0, 6–3, 6–1            |
| Derrota   | 1923 | Campeonato de Estados Unidos | Césped     | Bill Tilden        | 4–6, 1–6, 4–6            |
| Derrota   | 1924 | Campeonato de Estados Unidos | Césped     | Bill Tilden        | 1–6, 7–9, 2–6            |
| Derrota   | 1925 | Campeonato de Estados Unidos | Césped     | Bill Tilden        | 6–4, 9–11, 3–6, 6–4, 3–6 |

### Dobles (3 títulos)
| Resultado | Año  | Campeonato                   | Superficie | Compañero        | Oponentes                               | Marcador                |
| --------- | ---- | ---------------------------- | ---------- | ---------------- | --------------------------------------- | ----------------------- |
| Victoria  | 1915 | Campeonato de Estados Unidos | Césped     | Clarence Griffin | Maurice E. McLoughlin Tom Bundy         | 2–6, 6–3, 6–4, 3–6, 6–3 |
| Victoria  | 1916 | Campeonato de Estados Unidos | Césped     | Clarence Griffin | Maurice E. McLoughlin Henry Ward Dawson | 6–4, 6–3, 5–7, 6–3      |
| Victoria  | 1920 | Campeonato de Estados Unidos | Césped     | Clarence Griffin | Roland Roberts Willis E. Davis          | 6–2, 6–2, 6–3           |

### Dobles mixto (1 título)
| Resultado | Año  | Campeonato                   | Superficie | Compañero   | Oponentes                           | Marcador      |
| --------- | ---- | ---------------------------- | ---------- | ----------- | ----------------------------------- | ------------- |
| Victoria  | 1921 | Campeonato de Estados Unidos | Césped     | Mary Browne | Molla Bjurstedt Mallory Bill Tilden | 3–6, 6–4, 6–3 |

## Cronología de torneos de Grand Slam en individuales
| G | F | SF | CF | #R | RR | Q# | DNQ | A | NH |

(G) ganador; (F) finalista; (SF) semifinalista; (CF) cuartofinalista; (#R) rondas 4, 3, 2, 1; (RR) round-robin; (Q#) ronda de clasificación; (NC) no calificó; (A) ausente; (NS) no sostenido; (PA) porcentaje de acertamiento (eventos ganados / competido); (V–D) récord de victorias y derrotas.
|                       | 1913                  | 1914                  | 1915                  | 1916                  | 1917                  | 1918                  | 1919                  | 1920                  | 1921                  | 1922                  | 1923                  | 1924                  | 1925                  | 1926                  | 1927                  | SR     | W–L   | %Ganado |
| Torneos de Grand Slam | Torneos de Grand Slam | Torneos de Grand Slam | Torneos de Grand Slam | Torneos de Grand Slam | Torneos de Grand Slam | Torneos de Grand Slam | Torneos de Grand Slam | Torneos de Grand Slam | Torneos de Grand Slam | Torneos de Grand Slam | Torneos de Grand Slam | Torneos de Grand Slam | Torneos de Grand Slam | Torneos de Grand Slam | Torneos de Grand Slam | 3 / 15 | 67–12 | 84.8    |
| --------------------- | --------------------- | --------------------- | --------------------- | --------------------- | --------------------- | --------------------- | --------------------- | --------------------- | --------------------- | --------------------- | --------------------- | --------------------- | --------------------- | --------------------- | --------------------- | ------ | ----- | ------- |
| Francia               | OF                    | OF                    | no se llevó a cabo    | no se llevó a cabo    | no se llevó a cabo    | no se llevó a cabo    | no se llevó a cabo    | OF                    | OF                    | OF                    | OF                    | OF                    | A                     | A                     | A                     | 0 / 0  | 0–0   | –       |
| Wimbledon             | A                     | A                     | no se llevó a cabo    | no se llevó a cabo    | no se llevó a cabo    | no se llevó a cabo    | A                     | 2R                    | A                     | A                     | V                     | A                     | A                     | A                     | A                     | 1 / 2  | 8–1   | 88.9    |
| Estados Unidos        | 3R                    | 2R                    | V                     | F                     | A                     | A                     | V                     | F                     | 4R                    | F                     | F                     | F                     | F                     | CF                    | SF                    | 2 / 13 | 59–11 | 84.3    |
| Australia             | A                     | A                     | A                     | no se llevó a cabo    | no se llevó a cabo    | no se llevó a cabo    | A                     | A                     | A                     | A                     | A                     | A                     | A                     | A                     | A                     | 0 / 0  | 0–0   | –       |
| Ganado–perdido        | 2–1                   | 1–1                   | 7–0                   | 6–1                   | 0–0                   | 0–0                   | 7–0                   | 7–2                   | 3–1                   | 5–1                   | 12–1                  | 6–1                   | 5–1                   | 2–1                   | 4–1                   |        |       |         |